# Eksjö kommun
Eksjö kommun är en kommun i Jönköpings län. Centralort är Eksjö.

## Administrativ historik
Kommunens område motsvarar socknarna: Bellö, Edshult, Eksjö, Hult, Hässleby, Höreda, Ingatorp, Kråkshult och  Mellby. I dessa socknar bildades vid kommunreformen 1862 landskommuner med motsvarande namn. Inom området fanns även Eksjö stad från 1403 som 1863 bildade en  stadskommun.  
Mariannelunds köping bildades 1928 genom en utbrytning ur Hässleby landskommun.
1949 inkorporerades Eksjö landskommun i Eksjö stad.
Vid kommunreformen 1952 bildades storkommunerna Höreda (av de tidigare kommunerna Edshult, Hult, Höreda och Mellby) och Ingatorp (av Bellö och Ingatorp) samtidigt som landskommunerna Hässleby och Kråkshult uppgick i Mariannelunds köping medan Eksjö stad förblev oförändrad.
Eksjö kommun bildades vid kommunreformen 1971 av Eksjö stad, Mariannelunds köping samt Höreda och Ingatorps landskommuner.
1 januari 2005 överfördes fastigheten Arvidshög 1:1 från Eksjö kommun till Vetlanda kommun. Överföringen i avseende på församlingsindelningen skedde först 1 januari 2006, och fastigheten överfördes då från Kråkshults församling till Karlstorps församling.
Kommunen ingår sedan bildandet till Eksjö tingsrätts domsaga.

## Geografi
Kommunen är belägen i de norra delarna av landskapet Småland och gränsar i söder till Vetlanda kommun, i väster till Nässjö kommun och i norr till Aneby kommun, alla i Jönköpings län. I norr gränsar Eksjö också till Ydre kommun i Östergötlands län samt i öster till Vimmerby kommun och Hultsfreds kommun i Kalmar län.
Eksjö kommun ligger i Vedbo, ett av Smålands traditionella små länder.
Kommunens område ligger på småländska höglandet. De högsta punkterna är Kulla Backar, 342 meter över havet, och Skurugataberg, nära Skuruhatt, 337 meter över havet.

### Topografi och hydrografi
Berggrunden med sitt spricksystem i nordnordväst–sydsydöstlig riktning har en tydlig prägel på landskapet, särskilt i sjösystemet Mycklaflon–Skedesjön och den smala och djupa ravinen Skurugata. Skurugata, som sträcker sig över 800 meter och är över 30 meter djup, är ett framstående exempel på detta fenomen och är ett naturreservat.
Man tror att landisens och dess smältvattens verkan har förstärkt berggrundens naturliga sprickor ytterligare. Ränneslätt, det tidigare militära övningsfältet utanför Eksjö, utgör en platt och sandig del av ett större isälvsdelta. I närheten finns flera små sjöar, kallade dödissjöar, som är viktiga fågellokaler. Järnvägen mellan Eksjö och Mariannelund följer till stor del isälvsavsättningar, medan resten av området främst består av morän.
De jordbruksområden som sträcker sig längs Askerydsvägen norr om Eksjö har en karakteristisk småländsk kulturlandskapskaraktär. Naturreservatet Norrsånna, vid Mycklaflons norra strand, är en tidigare slåtteräng med inslag av ekträd, som nu hålls öppen genom betande nötboskap och får.

### Administrativ indelning
Fram till 2016 var kommunen för befolkningsrapportering indelad i sju församlingar – Edshult, Eksjö, Hult, Hässleby-Kråkshult, Höreda, Ingatorp-Bellö samt Mellby.

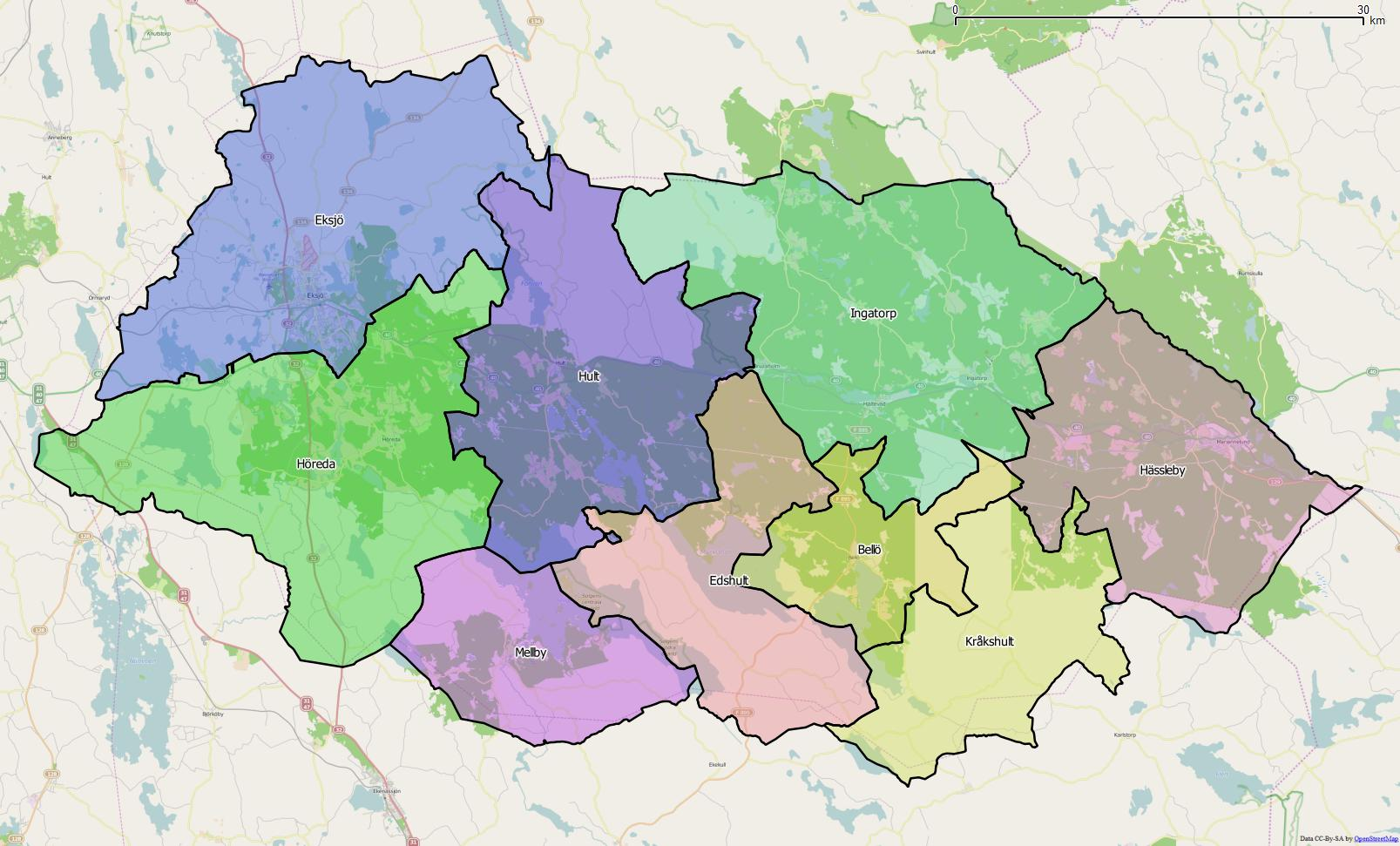
Distrikt (socknar) inom Eksjö kommun

Från 2016 indelas kommunen istället i nio distrikt, vilka motsvarar de tidigare socknarna – Bellö, Edshult, Eksjö, Hult, Hässleby, Höreda, Ingatorp, Kråkshult och Mellby.

### Tätorter
Det finns sex tätorter i Eksjö kommun – Eksjö, Mariannelund, Ingatorp, Hult, Hjältevad och Bruzaholm.

## Styre och politik

### Styre
Mandatperioden 2010–2014 styrdes kommunen av en blocköverskridande koalition bestående av Socialdemokraterna, Moderaterna och Centerpartiet. Tillsammans samlade partierna 36 av 49 mandat i kommunfullmäktige. Efter valet 2014 styrdes kommunen av Alliansen som även fortsatte styra efter valet 2018. Efter att både Centerpartiet och Kristdemokraterna backat i valet 2022 bildades en ny majoritetskoalition bestående av Moderaterna och Socialdemokraterna. Detta innebar bland annat att partierna kunde stänga ute Sverigedemokraterna från makten.

### Kommunfullmäktige
Kommunfullmäktige i Eksjö kommun har 49 ledamöter.

#### Presidium
| Presidium 2022–2026    | Presidium 2022–2026 | Presidium 2022–2026     |
| ---------------------- | ------------------- | ----------------------- |
| Ordförande             | S                   | Diana Laitinen Carlsson |
| Förste vice ordförande | M                   | Kristina Carlo          |
| Andre vice ordförande  | C                   | Stellan Johnsson        |

#### Mandatfördelning 1970–2022
| 19 | 13 | 8 | 3 | 6 |

| 43 |

| 16 | 5 | 15 | 5 | 3 | 5 |

| 42 | 7 |

| 16 | 5 | 15 | 5 | 3 | 5 |

| 41 | 8 |

| 16 | 7 | 13 | 4 | 3 | 6 |

| 40 | 9 |

| 17 | 6 | 11 | 3 | 4 | 8 |

| 38 | 11 |

| 17 |  | 11 | 7 | 4 | 9 |

| 39 | 10 |

| 17 | 2 | 12 | 6 | 4 | 8 |

| 36 | 13 |

| 16 | 2 | 11 | 4 | 6 | 10 |

| 34 | 15 |

| 19 | 4 | 10 | 3 | 4 | 9 |

| 30 | 19 |

| 3 | 15 | 3 | 10 | 2 | 7 | 9 |

| 27 | 22 |

| 17 | 2 | 11 | 4 | 7 | 8 |

| 33 | 16 |

| 16 | 2 |  | 10 | 3 | 6 | 11 |

| 33 | 16 |

| 15 | 3 | 3 | 11 | 2 | 5 | 10 |

| 31 | 18 |

| 16 | 3 | 4 | 11 |  | 4 | 10 |

| 29 | 20 |

| 3 | 13 | 2 | 6 | 10 | 2 | 4 | 9 |

| 30 | 19 |

| 2 | 15 |  | 8 | 8 | 2 | 3 | 10 |

| 29 | 20 |

### Nämnder

#### Kommunstyrelse
Tidigare hade kommunstyrelsen 15 platser men i början av 2018 beslutades att reducera antalet platser till 13.
| Presidium 2022–2026    | Presidium 2022–2026 | Presidium 2022–2026 |
| ---------------------- | ------------------- | ------------------- |
| Ordförande             | M                   | Markus Kyllenbeck   |
| Förste vice ordförande | S                   | Sebastian Hörlin    |
| Andre vice ordförande  | C                   | Annelie Hägg        |

#### Lista över kommunstyrelsens ordförande
Centerpartiet hade innehaft posten som kommunstyrelsens ordförande i decennier när de efter valet 2022 fick lämna ifrån sig posten.
| Namn | Namn              | Från | Till | Politisk tillhörighet |
| ---- | ----------------- | ---- | ---- | --------------------- |
|      | Lennart Bogren    | 1998 | 2014 | Centerpartiet         |
|      | Annelie Hägg      | 2014 | 2022 | Centerpartiet         |
|      | Markus Kyllenbeck | 2022 |      | Moderaterna           |

#### Övriga nämnder
| Nämnd                        | Ordförande | Ordförande        | Förste vice ordförande | Förste vice ordförande | Andre vice ordförande | Andre vice ordförande |
| ---------------------------- | ---------- | ----------------- | ---------------------- | ---------------------- | --------------------- | --------------------- |
| Barn- och utbildningsnämnden | S          | Stig Axelsson     | M                      | Annelie Sjöberg        | L                     | Sven-Olov Lindahl     |
| Myndighetsnämnden            | M          | Mats Danielsson   | S                      | Johan Andersson        | C                     | Tommy Ingvarsson      |
| Samhällsbyggnadsnämnden      | S          | Mikael Andreasson | M                      | Lars Ugarph            | KD                    | Magnus Berglund       |
| Socialnämnden                | M          | Nathalie Nilsson  | S                      | Rozita Hedqvist        | C                     | Gun-Ann Öholm Jansson |
| Valnämnden                   | S          | Jan Ekelund       | M                      | Lars-Åke Andersson     |                       |                       |

Källa:

### Valresultat 2022
| Parti                            | Valdistrikt               | Valdistrikt | Kommun  |
| Parti                            | Starkaste                 | Andel       | Andel   |
| -------------------------------- | ------------------------- | ----------- | ------- |
| S                                | Gamla Stan m.fl.          | 37,00 %     | 29,95 % |
| M                                | Sjöängen/Prästängen m.fl. | 25,82 %     | 20,30 % |
| C                                | Hult                      | 26,57 %     | 16,32 % |
| SD                               | Ingatorp-Hjältevad        | 27,26 %     | 15,65 % |
| KD                               | Höreda                    | 16,51 %     | 6,99 %  |
| V                                | Blåsippan                 | 8,46 %      | 4,55 %  |
| L                                | Sjöängen/Prästängen m.fl. | 5,72 %      | 3,63 %  |
| MP                               | Kaffekullen m. landsbygd  | 3,30 %      | 2,32 %  |
| Data hämtat från Valmyndigheten. |                           |             |         |

Exklusive uppsamlingsdistrikt. Partier som fått mer än en procent av rösterna i minst ett valdistrikt redovisas.

### Internationella relationer
År 2020 reviderade kommunfullmäktige den internationella policyn för kommunen. Av policyn framgår att kommunens internationella arbete ska bestå av "projektsamverkan inom specifika områden" och "stöd till föreningar, kommunala verksamheter samt andra nätverk för projekt och utbyten med tydligt syfte".
Kommunen har fyra vänorter: 
- Neusäß i Bayern, Tyskland (1995)
- Barlinek i Polen (1996)
- Ærø kommun i Danmark (2001)
- Schneverdingen i Niedersachsen, Tyskland (2001)

Förutom de formella vänorterna finns också andra internationella kontakter och projektpartners. Skolorna har kontakter på många olika platser, till exempel Eritrea, Nederländerna, Irland, Skottland, Tjeckien, Kenya och Tyskland.
Alytus län i Litauen är "vänlän" till Jönköpings län. Eksjö kommun är en aktiv part i olika länsprojekt med Alytus.

## Ekonomi och infrastruktur

### Näringsliv
Eksjö kommun har en stor offentlig sektor där 40 procent av befolkningen arbetar. I Eksjö finns Eksjö Garnison och Höglandssjukhuset som är kommunens största arbetsgivare, bortsett från kommunen själv.

### Infrastruktur

#### Transporter
Genom kommunen löper riksväg 32 i nord-sydlig riktning och riksväg 40 i öst-västlig. Norr om Eksjö avtar länsväg 134 från riksväg 32 åt nordöst. Järnvägen Bockabanan går längs med riksväg 40 och trafikeras av regiontågen Krösatågen som förbinder Eksjö med Nässjö och Södra stambanan.

## Befolkning

### Demografi

#### Befolkningsutveckling
Kommunen har 17 792 invånare (31 december 2024), vilket placerar den på 132:a plats avseende folkmängd bland Sveriges kommuner.
| Befolkningsutvecklingen i Eksjö kommun 1970–2020 | Befolkningsutvecklingen i Eksjö kommun 1970–2020 | Befolkningsutvecklingen i Eksjö kommun 1970–2020 | Befolkningsutvecklingen i Eksjö kommun 1970–2020 | Befolkningsutvecklingen i Eksjö kommun 1970–2020 |
| ------------------------------------------------ | ------------------------------------------------ | ------------------------------------------------ | ------------------------------------------------ | ------------------------------------------------ |
|                                                  |                                                  |                                                  |                                                  |                                                  |
| År                                               |                                                  |                                                  | Folkmängd                                        |                                                  |
| 1970                                             | 1970                                             |                                                  | 18 203                                           |                                                  |
| 1975                                             | 1975                                             |                                                  | 18 227                                           |                                                  |
| 1980                                             | 1980                                             |                                                  | 18 072                                           |                                                  |
| 1985                                             | 1985                                             |                                                  | 17 894                                           |                                                  |
| 1990                                             | 1990                                             |                                                  | 18 124                                           |                                                  |
| 1995                                             | 1995                                             |                                                  | 17 890                                           |                                                  |
| 2000                                             | 2000                                             |                                                  | 16 868                                           |                                                  |
| 2005                                             | 2005                                             |                                                  | 16 575                                           |                                                  |
| 2010                                             | 2010                                             |                                                  | 16 244                                           |                                                  |
| 2015                                             | 2015                                             |                                                  | 16 790                                           |                                                  |
| 2020                                             | 2020                                             |                                                  | 17 788                                           |                                                  |

## Kultur

### Kommunvapen
Blasonering: I fält av silver en grön ek.
Eken syftar förmodligen på ortnamnet och finns på ett bevarat sigillavtryck från 1439. Vapnet fastställdes officiellt först 1949. Vid kommunbildningen 1971 fanns två vapen, detta för Eksjö stad och ett för Höreda landskommun. 1974 lät kommunen registrera det gamla stadsvapnet som kommunens vapen.

Höreda landskommun (1947–1970)
Mariannelunds köping (1954–1970)